# Renaud IV de Pons
Renaud IV, sire de Pons (1291 - 1356), fils de Geoffroy V de Pons et d'Isabelle de Carlat, vicomtesse de Carlat, fut un important seigneur féodal du XIVe siècle.

## Biographie
Renaud IV est seigneur de Pons, vicomte de Carlat et en partie de Turenne, seigneur de Ribérac, de Montfort.
Il se marie avec Jeanne d'Albret, fille d'Amanieu VII d'Albret et de Rose du Bourg, qui lui donne au moins deux enfants :
- Renaud V de Pons, qui suit,
- Thomasse de Pons, mariée avec Pons V de Castillon (+1376).

Gouverneur de Navarre.[Qui ?]

### Le vicomte de Carlat
Il confirma, le mardi après Pâques 1319, le don d'une rente fait par Isabelle de Rodez, sa mère, à Sybille de Naucaze, fille de Geraud de Naucaze, bailli de Carlat.
Il reçut un grand nombre d'hommages de ses vassaux du Carladès, de 1321 à 1335, et traita, le mercredi après la fête de la Pentecôte 1335, avec le commandeur de Carlat, Pierre du Vernet, de l'ordre de St-Jean-de-Jérusalem, qui reconnut tenir de lui tout ce que sa commanderie possédait dans l'étendue de la sénéchaussée de Rodez et du bailliage d'Auvergne. 
Il céda, en 1343, à Astorg d'Aurillac, baron de Conros, tous les péages de la rivière de Cère, depuis l'Oradoux-de-Vezac jusqu'à Laroquebrou, sous la réserve de la justice. Le prix de cette vente devait être employé au rachat du château de Blaye. Il dispensa Amblard IV, seigneur de Dienne, et ses successeurs, de lui livrer les clés de son château, ainsi qu'il y était obligé dans certaines circonstances. Il aliéna encore à Géraud de Gagnac un grand nombre de rentes à prélever dans les paroisses de Prunet, Labrousse, Teissières-les-Bouliès et Ytrac. 
Il servait devant Montendre, en 1338, à la tête de 210 sergents d'armes. 
Le 1er mars 1343, Astorg d'Aurillac rendit hommage à Renaud IV, du fait des châteaux de Conros, Labastide, Viescamp et dépendances. Cet acte renferme les noms d'un grand nombre de localités qu'il serait trop long de rappeler ici ; il fut passé à Aurillac, en présence de :
- Guy de Ganhac, bourgeois de ladite ville ;
- Guillaume Rolland, sénéchal du Rouergue ;
- Arnaud Vigier,
- Amblard de Dienne,
- Vézian de Montal,
- Henri de Vixouze,
- Pierre de Ferrières, chevaliers ;
- Eustache Fabry, commissaire de l'artillerie du Louvre ;
- Amblard de Montamat,
- Raymond de Folholes,
- Geraud de Carlat,
- Rigald de Tourloulou,
- Adhémard de Montjoui, damoiseaux ;
- Rigald Lavergne,
- discrets hommes maîtres : 
  - Jean de Ceriers,
  - Jean de Crozet,
  - Durand Dumoulin et
  - Hugues Lageneste, jurisconsultes, témoins spécialement appelés.

Il paraît qu'il fut un moment en désaccord avec le roi Philippe VI de Valois, et qu'il traita secrètement, en 1340, avec le roi d'Angleterre Edouard III, sous la protection duquel il plaça toutes ses terres ; mais il était revenu, dès l'an 1345, sous la bannière de France, et servit cette année et les années suivantes en Languedoc et en Saintonge.
Il sera tué avec son fils le 19 décembre 1365 à la bataille de Maupertuis près de Poitiers.